# Dermestes canus
Dermestes canus is een keversoort uit de familie spektorren (Dermestidae). De wetenschappelijke naam van de soort werd in 1843 gepubliceerd door Sturm.